# Neobethelium megacephalum
Neobethelium megacephalum là một loài bọ cánh cứng trong họ Cerambycidae.